# Liste der Stolpersteine in Flieden
Die Liste der Stolpersteine in Flieden enthält die Stolpersteine, die im Rahmen des gleichnamigen Kunst-Projekts von Gunter Demnig in Flieden verlegt wurden. Mit ihnen soll an die Opfer des Nationalsozialismus erinnert werden, die in Flieden lebten und wirkten.

## Liste der Stolpersteine
| Name               | Adresse             | Bild | Inschrift | Verlegedatum  | Biografie und Anmerkungen |
| ------------------ | ------------------- | --- | --- | ------------- | ------------------------- |
| Markus Goldschmidt | Am Küppel 1 ·       | Bild gesucht Der Benutzer GeorgDerReisende ( Diskussion ) wünscht sich an dieser Stelle ein Bild vom Ort mit diesen Koordinaten 50.422761 9.563477 . Motiv: Am Küppel 1, Stolpersteine für das Ehepaar Goldschmidt, die Lage und das Haus Falls du dabei helfen möchtest, erklärt die Anleitung , wie das geht. BW  | Hier wohnte Markus Goldschmidt Jg. 1880 deportiert 1942 Sobibor ermordet 3.6.1942                                           | 29. Juli 2015 |                           |
| Hilda Goldschmidt  | Am Küppel 1 ·       | Bild gesucht Die Wikipedia wünscht sich an dieser Stelle ein Bild vom hier behandelten Ort. Falls du dabei helfen möchtest, erklärt die Anleitung , wie das geht. BW | Hier wohnte Hilda Goldschmidt geb. Stern Jg. 1882 deportiert 1942 Sobibor ermordet 3.6.1942                                 | 29. Juli 2015 |                           |
| Isidor Seliger     | Reinhardtstraße 2 · | Bild gesucht Der Benutzer GeorgDerReisende ( Diskussion ) wünscht sich an dieser Stelle ein Bild vom Ort mit diesen Koordinaten 50.423756 9.56631 . Motiv: Reinhardtstraße 2, Stolpersteine für das Ehepaar Seliger, die Lage und das Haus Falls du dabei helfen möchtest, erklärt die Anleitung , wie das geht. BW | Hier wohnte Isidor Seliger Jg. 1883 unfreiwillig verzogen 1937 Frankfurt M deportiert Majdanek ermordet 1942                | 29. Juli 2015 |                           |
| Johanna Seliger    | Reinhardtstraße 2 · | Bild gesucht Die Wikipedia wünscht sich an dieser Stelle ein Bild vom hier behandelten Ort. Falls du dabei helfen möchtest, erklärt die Anleitung , wie das geht. BW | Hier wohnte Johanna Seliger geb. Katzmann JG. 1879 unfreiwillig verzogen 1937 Frankfurt M deportiert Majdanek ermordet 1942 | 29. Juli 2015 |                           |